# Massacres de poloneses na Volínia e Galícia oriental
Os massacres de poloneses na Volínia e na Galícia oriental (em polonês/polaco:  rzeź wołyńsko-galicyjska; em ucraniano:  Волинсько-Галицька трагедія, transl. Volynsʹko-Halytsʹka trahediya) foram realizados na Polônia ocupada pelos alemães pelo Exército Insurgente Ucraniano com o apoio de partes da população ucraniana local contra a minoria polonesa na Volínia, Galícia oriental, partes da Polésia e região de Lublin de 1943 a 1945. Os alemães governantes também encorajaram ativamente ucranianos e poloneses a se matarem.
O pico dos massacres ocorreu em julho e agosto de 1943. Essas mortes foram excepcionalmente brutais, e a maioria das vítimas eram mulheres e crianças. As ações do Exército Insurgente Ucraniano resultaram em até 100.000 mortes. As estimativas do número de mortos variam entre 60.000  a 120.000. Outras vítimas dos massacres incluíram várias centenas de armênios, judeus, russos, tchecos, georgianos e ucranianos que faziam parte de famílias polonesas ou se opunham ao Exército Insurgente Ucraniano e sabotaram os massacres escondendo fugitivos poloneses.
A limpeza étnica foi uma tentativa ucraniana de impedir que o Estado polonês do pós-guerra afirmasse sua soberania sobre as áreas de maioria ucraniana que faziam parte do Estado polonês pré-guerra. A decisão de forçar a população polonesa a deixar as áreas consideradas pela facção Banderita da Organização dos Nacionalistas Ucranianos como ucranianas ocorreu em uma reunião de referentes militares no outono de 1942, e foi planejado liquidar os líderes da comunidade polonesa e aqueles que resistiriam. Os comandantes locais do Exército Insurgente Ucraniano na Volínia, juntando-se à revolta armada contra os alemães, começaram a atacar a população polonesa, realizando massacres em muitas aldeias. Encontrando resistência, o comandante do Exército Insurgente Ucraniano na Volínia, Dmytro Klyachkivsky "Klym Savur", emitiu uma ordem em junho de 1943 para a "liquidação física geral de toda a população polonesa". A maior onda de ataques ocorreu em julho e agosto de 1943, os ataques na Volínia continuaram até a primavera de 1944, quando o Exército Vermelho chegou à Volínia e a resistência polonesa, que até então havia organizado autodefesas, formou a 27ª Divisão de Infantaria do AK. Aproximadamente 50.000–60.000 poloneses morreram como resultado dos massacres na Volínia, enquanto até 2.000–3.000 ucranianos morreram como resultado das ações retaliatórias polonesas.
No 3º Congresso da Organização dos Nacionalistas Ucranianos em agosto de 1943, Mykola Lebed criticou as ações do Exército Insurgente Ucraniano na Volínia como "bandidas". No entanto, a maioria dos delegados se opôs à sua avaliação e o congresso decidiu levar a ação antipolonesa para a Galícia. No entanto, tomou um rumo diferente; no final de 1943, limitou-se a matar os líderes da comunidade polonesa e exortar os poloneses a fugir para o oeste sob a ameaça de genocídio iminente. Em março de 1944, o comando do Exército Insurgente Ucraniano, liderado por Roman Shuchevych, emitiu uma ordem para expulsar os poloneses da Galícia oriental, primeiro por meio de advertências e depois invadindo aldeias, assassinando homens e queimando edifícios. Uma ordem semelhante foi emitida pelo comandante do Exército Insurgente Ucraniano na Galícia oriental, Vasyl Sydor "Shelest". Esta ordem muitas vezes não foi obedecida e aldeias inteiras foram massacradas. Na Galícia oriental, entre 1943 e 1946, a Organização dos Nacionalistas Ucranianos e o Exército Insurgente Ucraniano mataram 20.000–25.000 polacos. 1.000–2.000 ucranianos foram mortos pela resistência polaca.
Algumas autoridades, instituições e líderes religiosos ucranianos protestaram contra os assassinatos de civis poloneses, mas com pouco efeito. Em 2008, o Parlamento polonês adotou uma resolução definindo os crimes do Exército Insurgente Ucraniano contra os poloneses como "crimes com as marcas do genocídio". Em 2013, aprovou uma resolução chamando-a de "limpeza étnica com as marcas do genocídio". Em 22 de julho de 2016, o Sejm estabeleceu 11 de julho como o Dia Nacional de Memória das Vítimas do Genocídio cometido por nacionalistas ucranianos contra os cidadãos da Segunda República Polonesa. Esta classificação é contestada pela Ucrânia e alguns historiadores não poloneses, que a caracterizam como limpeza étnica.